# آفريل هنري
آفريل هنري (بالإنجليزية: Avril Henry)‏ هي ناشِطة بريطانية، ولدت في 5 أبريل 1935 في لنكولن في المملكة المتحدة، وتوفيت في 20 أبريل 2016 بسبب جرعة زائدة.